# Jacek Raginis-Królikiewicz
Jacek Raginis-Królikiewicz, również jako Jacek Raginis, Jacek Królikiewicz (ur. 18 września 1966 w Łodzi) – polski reżyser, scenarzysta oraz producent filmowy i telewizyjny.
Absolwent Wydziału Nauk Humanistycznych Katolickiego Uniwersytetu Lubelskiego (1990) oraz Wyższego Studium Zawodowego Organizacji Produkcji Filmowej i Telewizyjnej PWSFTviT w Łodzi (1994). W latach 1999–2001 dziennikarz Radia Plus. Wykładowca w Wyższej Szkole Dziennikarskiej im. Melchiora Wańkowicza (1999-2005). W latach 2016–2018 pracował w Polskim Radiu.

## Wybrana filmografia
- Inspekcja (2018) – reżyseria, scenariusz
- Dzień gniewu (2019) – reżyseria, scenariusz telewizyjny
- Król Edyp (2022) – reżyseria, scenariusz telewizyjny
- Czas na pogodę (2022) – reżyseria, scenariusz, producent

Inne: reżyseria dwóch teledysków do piosenek szwedzkiej grupy Sabaton poświęconych polskiej historii: 40:1 i Uprising.

## Wybrane nagrody
- 2018 – Grand Prix Festiwalu Teatru Polskiego Radia i Teatru Telewizji Polskiej „Dwa Teatry” za oryginalny tekst dramatyczny oraz za reżyserię spektaklu Inspekcja[4]
- 2018 – Grand Prix Festiwalu Polskich Teatrów Telewizji w Nowym Jorku za spektakl Inspekcja
- 2018 – Srebrna Szabla w kategorii filmu fabularnego na Międzynarodowym Festiwalu Filmów Historycznych i Wojskowych w Warszawie za spektakl Inspekcja
- 2022 – Grand Prix Festiwalu Teatru Polskiego Radia i Teatru Telewizji Polskiej „Dwa Teatry” za spektakl Król Edyp[5]

## Życie prywatne
Jest synem reżysera Grzegorza Królikiewicza oraz siostrzenicy kapitana Władysława Raginisa i bratem producentki Bogny Janiec. 